# SS-066 이종무
SS-066 이종무는 장보고급 잠수함의 5번함이다.

## 역사
1995년 5월 18일, 대한민국의 다섯 번째 국산 잠수함 1200톤급 이종무함이 대우조선해양 거제도 옥포조선소에서 진수됐다. 수중 최고 속도는 22KN이며, 어뢰와 기뢰를 장착하고 2개월 이상 단독 작전 수행이 가능하도록 설계됐다.
이종무는 세종 때 대마도를 정벌한 장군이다.
1998년 5월 13일, 대한민국 해군 잠수함 최초로 이종무함이 다국적 해군 연합기동훈련인 림팩(RIMPAC)에 참가했다. 황군 세력 중 유일하게 단 한건의 장비 고장도 없었고, 청군 소속인 미 해군의 USS 카메하메하 (SSBN-642) 벤저민 프랭클린급 잠수함 등 총 13척, 15만 톤을 격침했다. 1998년부터 장보고급 잠수함(SS) 이종무함과 대잠초계기 P-3C가 처음으로 참가하면서 림팩훈련을 통해 보다 다양한 경험 축적이 가능해졌다. 황군에서 마지막까지 유일하게 살아남았다. 역대 림팩에 참여한 한국 잠수함들 중에서 유일하게 적군에 탐지되었다. 가상적 P-3C 오라이온에 5분간 탐지되었지만, 도주하여 공격받지는 않았다.
1998년 7월 6일, 해군은 6일부터 하와이 근해 중부 태평양 해상에서 열린 림팩에 1500톤급 호위함인 FF-957 전남, FF-953 충남, 국산 잠수함 이종무함, P-3C 대잠초계기 등을 참가시켜 수상 및 수중,항공 등 입체전력을 평가받았다.